# المصدر (فلسطين)
المصدر بلدة فلسطينية من بلدات قطاع غزة في محافظة دير البلح، تقع إلى الشرق من مدينة دير البلح. احتلت في حرب عام 1967. وبلغ عدد سكانها حوالي 2,587 نسمة حسب التعداد العام للسكان والمساكن والمنشآت الذي أجراه الجهاز المركزي للإحصاء الفلسطيني عام 2017.

## التسمية
تم تسمية هذه المنطقة بهذا الاسم بسبب التواجب الكبير لعائلة المصدر هناك.[بحاجة لمصدر]

## الجغرافيا
تقع البلدة في في منطقة السهل الساحلي شرقي مدينة دير البلح وعلى مسافة 2 كم عنها، بارتفاع لايزيد عن 40م عن مستوى سطح البحر.

## السكان
دخلت فلسطين وفود كبيرة عبر العصور من تجار وغيرهم وذلك لموقعها الهام كنقطة وصل بين القارات، ومركز للحضارات والأديان. يبلغ عدد سكان المصدر حالياً حوالي 2,587 نسمة جميعهم من المسلمين وذلك حسب التعداد العام للسكان 2017.
| السنة           | تعداد (1997) | تعداد (2007) | تقدير (2012) | تعداد (2017) |
| --------------- | ------------ | ------------ | ------------ | ------------ |
| التعداد السكاني | 1,277        | 1,845        | 2,176        | 2,587        |